# Pałac Mosigkau
Pałac Mosigkau (niem. Schloss Mosigkau) – rokokowy pałac w Mosigkau, zbudowany w latach 1752–1757 jako letnia rezydencja dla Anny Wilhelminy, córki księcia Anhalt-Dessau Leopolda I. Znajduje się na terenie ogrodów Dessau-Wörlitz – kompleksu ogrodów i parków w stylu angielskim, powstałych w drugiej połowie XVIII w. na zlecenie księcia Leopolda III Friedricha Franza (1740–1817). W 2000 ogrody Dessau-Wörlitz zostały wpisane na listę dziedzictwa kulturowego UNESCO.

## Historia
W 1742 książę Leopold I von Anhalt-Dessau podarował swojej córce Annie Wilhelminie właśnie zakupione dobra Mosigkau. W 1751 Anna Wilhelmina zaczęła planować budowę pałacu, jednak do tej pory nie udało się ustalić kto przygotował projekt rezydencji. W literaturze często przypisuje się projekt pałacu pruskiemu architektowi Georgowi Wenzeslausowi von Knobelsdorffowi lub Christianowi Friedrichowi Dammowi. Rokokowy pałac powstał jako letnia rezydencja Anny Wilhelminy, która miesiące zimowe spędzała w Dessau. Po śmierci Anny Wilhelminy, zgodnie z jej ostatnią wolą, założono w pałacu fundację na rzecz szlachetnie urodzonych panien, która miała tu siedzibę do 1945. Następnie pałac był siedzibą depozytu galerii Dassau, a od 1951 Muzeum Wnętrz Rokokowych. Zagubione elementy oryginalnego rokokowego wystroju wnętrz uzupełniono obiektami z galerii Georgium.

## Architektura
Wzniesione w duchu Maison de plaisance zabudowania pałacowe obejmują Corps De Logis, dwa pawilony leżące naprzeciw siebie (niem. Kavallierhaus i Dienerhaus) oraz dwa budynki gospodarcze. Wejścia do pałacu flankują dwie pary półkolumn jońskich: od strony dziedzińca dźwigających belkowanie, nad którym umieszczono kartusz z postacią kobiecą – wyobrażeniem jesieni a od strony ogrodu – z wyobrażeniem lata. Na parterze Corps De Logis od strony ogrodu znajduje się Sala Ogrodowa (niem. Gartensaal) z olbrzymimi oknami wychodzącymi na ogród. Urządzono to galerię z malarstwem flamandzkim i holenderskim, m.in. Antoona van Dycka, Petera Paula Rubensa, Jana Brueghla starszego, Jacoba Jordaensa, Hendrika Goltziusa i Gerrita van Honthorsta.